# Eddie Sachs
Edward Julius Sachs Jr, detto Eddie (Allentown, 28 maggio 1927 – Indianapolis, 30 maggio 1964), è stato un pilota automobilistico statunitense.
Corse nella serie Champ Car tra il 1950 e 1964. Vinse 8 gare in 65 corse disputate. Fece segnare 2 pole-position consecutive alla 500 Miglia di Indianapolis 1960 e 1961.
Tra il 1950 e il 1960 la 500 Miglia di Indianapolis faceva parte del Campionato Mondiale, per questo motivo Sachs ha all'attivo anche quattro Gran Premi ed una pole-position in Formula 1.

## 500 Miglia di Indianapolis 1964
Sachs e l'esordiente Dave MacDonald morirono al secondo giro della 500 Miglia di Indianapolis 1964 in un drammatico incidente che coinvolse sette auto.
MacDonald era alla guida di una Thompson, malamente progettata e difficile da guidare, tanto che nell'edizione 1963 Graham Hill si era rifiutato di portarla in pista. Masten Gregory ebbe un incidente durante il mese di maggio e consigliò agli altri piloti di non accettare la guida della vettura. Anche Jim Clark disse a MacDonald di stare alla larga dalle Thompson.
Al secondo giro della 500 Miglia MacDonald perse il controllo della vettura all'uscita della quarta curva finendo contro il muro interno del circuito. I 260-380 litri di carburante della sua auto esplosero in un enorme incendio. La Thompson ritornò in pista coinvolgendo le altre vetture di Ronnie Duman, Bobby Unser, Johnny Rutherford, Chuck Stevenson e Norm Hall.
Sachs, accecato dal fumo, colpì MacDonald, morendo tra le fiamme prima di poter essere liberato. L'incidente fu ben documentato dalla televisione e dalle fotografie scattate. Per la prima volta nella storia, la 500 Miglia fu fermata dalla bandiera rossa.
In seguito al dramma avvenuto in pista, gli organizzatori del campionato USAC imposero alle auto una quantità minore di carburante, e successivamente si passò dalla benzina al metanolo.
Sachs oggi riposa nel cimiteroHoly Saviour a Bethlehem, Pennsylvania.

## Risultati in Formula 1
| 1953 | Scuderia      | Vettura           |  |    |  |  |  |  |  |  |  |  |  | Punti | Pos. |
| ---- | ------------- | ----------------- |  | -- |  |  |  |  |  |  |  |  |  | ----- | ---- |
| 1953 | Ludson Morris | Kurtis Kraft 2000 |  | NQ |  |  |  |  |  |  |  |  |  | 0     |      |

| 1954 | Scuderia           | Vettura           |  |    |  |  |  |  |  |  |  |  |  | Punti | Pos. |
| ---- | ------------------ | ----------------- |  | -- |  |  |  |  |  |  |  |  |  | ----- | ---- |
| 1954 | Marion Engineering | Kurtis Kraft 2000 |  | NQ |  |  |  |  |  |  |  |  |  | 0     |      |

| 1956 | Scuderia  | Vettura   |  |  |    |  |  |  |  |  |  |  |  | Punti | Pos. |
| ---- | --------- | --------- |  |  | -- |  |  |  |  |  |  |  |  | ----- | ---- |
| 1956 | Ray Brady | Schroeder |  |  | NQ |  |  |  |  |  |  |  |  | 0     |      |

| 1957 | Scuderia             | Vettura             |  |  |     |  |  |  |  |  |  |  |  | Punti | Pos. |
| ---- | -------------------- | ------------------- |  |  | --- |  |  |  |  |  |  |  |  | ----- | ---- |
| 1957 | Peter Schmidt racing | Kuzma Indy Roadster |  |  | Rit |  |  |  |  |  |  |  |  | 0     |      |

| 1958 | Scuderia             | Vettura             |  |  |  |     |  |  |  |  |  |  |  | Punti | Pos. |
| ---- | -------------------- | ------------------- |  |  |  | --- |  |  |  |  |  |  |  | ----- | ---- |
| 1958 | Peter Schmidt racing | Kuzma Indy Roadster |  |  |  | Rit |  |  |  |  |  |  |  | 0     |      |

| 1959 | Scuderia             | Vettura             |  |     |  |  |  |  |  |  |  |  |  | Punti | Pos. |
| ---- | -------------------- | ------------------- |  | --- |  |  |  |  |  |  |  |  |  | ----- | ---- |
| 1959 | Peter Schmidt racing | Kuzma Indy Roadster |  | Rit |  |  |  |  |  |  |  |  |  | 0     |      |

| 1960 | Scuderia       | Vettura |  |  |     |  |  |  |  |  |  |  |  | Punti | Pos. |
| ---- | -------------- | ------- |  |  | --- |  |  |  |  |  |  |  |  | ----- | ---- |
| 1960 | Dean Van Lines | Ewing   |  |  | Rit |  |  |  |  |  |  |  |  | 0     |      |

| Legenda | 1º posto     | 2º posto | 3º posto    | A punti         | Senza punti/Non class.  | Grassetto – Pole position Corsivo – Giro più veloce |
| Legenda | Squalificato | Ritirato | Non partito | Non qualificato | Solo prove/Terzo pilota | Grassetto – Pole position Corsivo – Giro più veloce |